# Улица Ватутина (Мелитополь)
Улица Ватутина (укр. Вулиця Ватутіна) — улица в Мелитополе. Находится в районе Новый Мелитополь. Начинается от Вишневой улицы примерно в 200 м от железной дороги, заканчивается на Строительной улице.
Полностью состоит из частного сектора. Покрытие грунтовое.

## Название
Улица названа в честь Николая Фёдоровича Ватутина (1901-1944) - участника Великой Отечественной войны, командующего войсками Воронежского, Юго-Западного и 1-го Украинского фронтов, Героя Советского Союза (посмертно).

## История
29 марта 1957 года на заседании горисполкома было принято решение о наименовании прорезанной улицы в честь Героя Советского Союза Николая Ватутина.

## Галерея
|                                       |                      |  |                        |
| мемориальная табличка на частном доме | въезд с ул. Вишневой |  | вид с ул. Строительной |